# Горичник болотный
Гори́чник боло́тный (лат. Peucedanum palustre), или тисели́нум болотный (Thysselinum palustre), — травянистое растение, вид рода Горичник семейства Зонтичные (Umbelliferae). В случае разделения рода Горичник на ряд более мелких родов вместе с Peucedanum lancifolium Hoffm. ex Lange выделяется в род Thysselinum.

## Ботаническое описание
Многолетнее стержнекорневое травянистое растение. Стебель прямостоячий, достигает 150 см в высоту, ребристый, полый, в нижней части обыкновенно фиолетовый. 
Могут быть вкрапления на стебле, сходные со стеблем болиголова. 
Листья 7—40 см длиной и 3—40 см шириной, в очертании треугольно-яйцевидные, дважды — трижды перисто-рассечённые на линейные или ланцетные дольки; доли первого порядка на черешочках. Лист, на запах, отдаёт "мышиным гнездом" — это ещё одно сходство с болиголовом и поэтому, бывает, их путают[кто?]. Прикорневые листья на длинных полых черешках, стеблевые также черешчатые, влагалища не вздутые.
Соцветия — щитковидные зонтики 5—10 см в диаметре, зонтички в числе 15—40. Обёртка с 7—12 листочками, отогнутыми книзу, с перепончатым краем. Обёрточки с 6—12 линейными листочками. Чашечка с треугольными зубцами. Венчик белый, в бутонах розовый.
Вислоплодник 4—6×2,5—3,5 мм, мерикарпии эллиптические до яйцевидных и почти округлых, голые, сжатые со спинки.

## Распространение
Европейско-западносибирское растение, встречающееся по болотам, заболоченным лесам, по берегам водоёмов, в ольшаниках.

## Таксономия

### Синонимы
- Athamanta flexuosa Juss. ex Steud., 1821, nom. inval., in syn.
- Athamanta pisana Savi, 1797
- Calestania palustris (L.) Koso-Pol., 1916
- Callisace cantabrigiensis Hoffm. ex Steud., 1821, nom. inval., in syn.
- Callisace schiverekii (Besser) Hoffm., 1816
- Cnidium palustre (L.) Rchb., 1832
- Peucedanum sylvestre (L.) DC., 1830
- Selinum cantabrigense Fisch. ex Steud., 1821, nom. inval., in syn.
- Selinum intermedium Besser, 1809
- Selinum lactescens Lam., 1779, nom. superfl.
- Selinum palustre L., 1753basionym
- Selinum schiwerekii Besser, 1809
- Selinum sylvestre L., 1753
- Selinum thysselinum Crantz, 1767
- Thysselinum cantabrigense Hoffm. ex Steud., 1821, nom. inval., in syn.
- Thysselinum palustre (L.) Hoffm., 1814
- Thysselinum plinii Spreng., 1818
- Thysselinum sylvestre (L.) Hoffm., 1814

и другие.